# CJ (рэпер)
Кристофер Даниэль Сориано-младший (4 января 1997 года, Статен-Айленд, Нью-Йорк), более известен как CJ — американский рэпер, певец и автор песен. Он наиболее известен благодаря своему синглу «Whoopty», который достиг 3 номера в чарте UK Singles Chart и 10 в Billboard Hot 100. Трек попал в его дебютный мини-альбом Loyalty over Royalty, вышедший 19 февраля 2021 года.

## Карьера
CJ родился в латиноамериканской семье. Сориано начал читать рэп в возрасте 9 лет, а уже в 14 стал выкладывать свои песни на YouTube и SoundCloud.
В июле 2020 года он выпустил свой прорывной сингл «Whoopty», сэмплирующий песню Ариджита Сингха «Sanam Re». CJ нашёл инструментал на YouTube. Трек занял 10-е место в Billboard Hot 100 в феврале 2021 года и попал на вершину чарта Великобритании. Позже Сориано подписал контракт с Warner Records и его дядей, исполнительным директором звукозаписи Джеймсом Крузом, руководящий лейблом Cruz Control Entertainment. CJ заявил, что к нему обращались различные лейблы, однако у Warner были лучшие условия. 26 января 2021 года рэпер выпустил сингл «"Bop"». Его дебютный мини-альбом Loyalty Over Royalty был выпущен 19 февраля 2021 года. Исполнительным продюсером пластинки выступил Френч Монтана.
Он вдохновлялся 50 Cent, Jay-Z, Wu-Tang Clan и Pop Smoke.

## Дискография

### Мини-альбомы
| Название             | Детали | Высшая позиция в чарте | Высшая позиция в чарте |
| Название             | Детали | US                     | CAN                    |
| -------------------- | --- | ---------------------- | ---------------------- |
| Loyalty Over Royalty | - Выпущен: 19 февраля 2021 - Лейблы: Warner, Cruz Control, Coke Boys - Форматы: Цифровая загрузка, стриминг | 56                     | 35                     |

### Синглы
| Название                            | Год  | Высшая позиция в чарте | Высшая позиция в чарте | Высшая позиция в чарте | Высшая позиция в чарте | Высшая позиция в чарте | Высшая позиция в чарте | Высшая позиция в чарте | Высшая позиция в чарте | Высшая позиция в чарте | Высшая позиция в чарте | Сертификации    | Альбом               |
| Название                            | Год  | US                     | AUS                    | AUT                    | FRA                    | NLD                    | NOR                    | NZ                     | SWE                    | SWI                    | UK                     | Сертификации    | Альбом               |
| ----------------------------------- | ---- | ---------------------- | ---------------------- | ---------------------- | ---------------------- | ---------------------- | ---------------------- | ---------------------- | ---------------------- | ---------------------- | ---------------------- | --------------- | -------------------- |
| «Whoopty»                           | 2020 | 10                     | 13                     | 12                     | 26                     | 12                     | 10                     | 18                     | 16                     | 10                     | 3                      | - RIAA: Золотой | Loyalty over Royalty |
| «"Bop"»                             | 2021 | —                      | —                      | —                      | —                      | —                      | —                      | —                      | —                      | —                      | —                      |                 | Loyalty over Royalty |
| «Lil Freak» (при участии DreamDoll) | 2021 | —                      | —                      | —                      | —                      | —                      | —                      | —                      | —                      | —                      | —                      |                 | Loyalty over Royalty |

### Комментарии
1. ↑  «"Bop"» не попал в чарт NZ Top 40 Singles Chart, но достиг 18 номера в NZ Hot Singles[29].